# ゴールデンバット

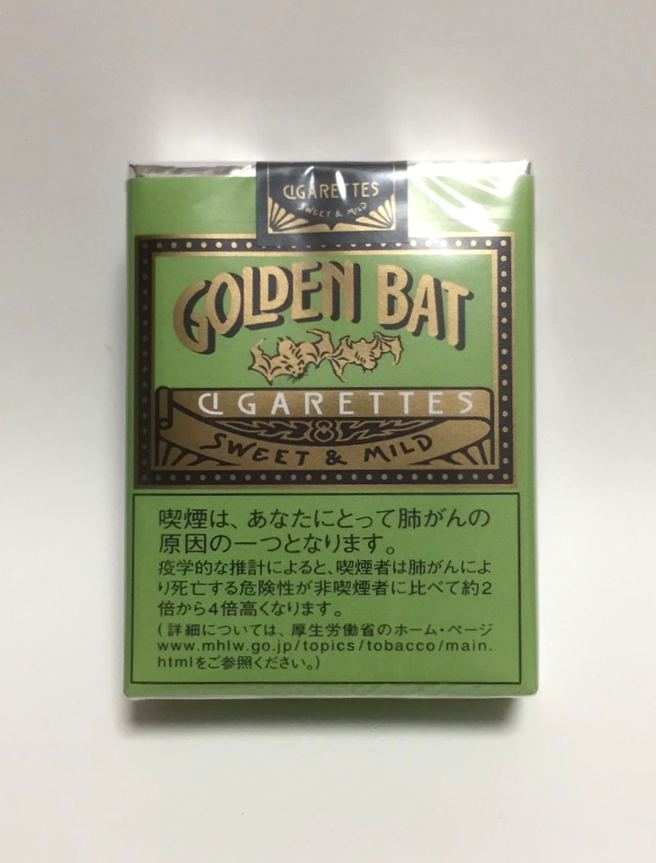
ゴールデンバット

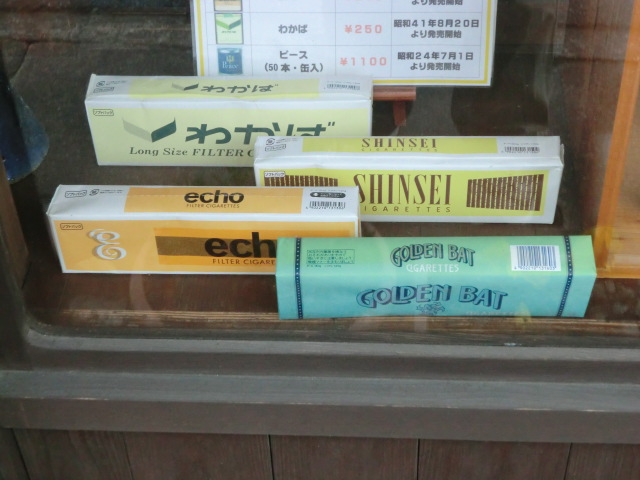
最前列がゴールデンバット

ゴールデンバット（Golden Bat）は日本たばこ産業（JT）から販売されていた紙巻きたばこの銘柄。2019年には北海道を除き46都府県での販売を終了した。後継銘柄として北海道限定のリトルシガーである「ゴールデンバット・シガー」が販売継続されたものの、2022年11月に銘柄廃止となり明治時代から続いた百十余年に及ぶ製造販売を終了した。

## 概要
「バット」の通称で古くから親しまれてきた銘柄である。日本でたばこの専売制が開始されて間もない1906年（明治39年）9月に、のちに日本専売公社となる当時の大蔵省専売局が発売した。
1976年（昭和51年）12月に「朝日」が生産打切りとなって以来、日本国内で販売されるたばこの中では現役最古の銘柄 として有名で、2006年（平成18年）に発売から100周年を迎えた。
大衆向けの紙巻きたばこで、細身の巻径が特徴であった。発売当時から爆発的に流行ることはないが、等級の低い葉を用いることからたばこ税「旧3級品」に分類されて課税額が低く、根強い愛用者が途切れぬことから例外的なロングセラーとなる。
国内発売の前年である1905年（明治38年）から海外向け輸出品として生産され、当初は中国向けの輸出用ブランドとして企画されたことから、中国で幸運の象徴とされるコウモリをブランドシンボルに採用した。
パッケージデザインは東京高等工藝学校の教員の宮下孝雄（1890年‐1972年）が考案したという説が散見されるものの、1940年11月10日の『東奥日報』を引いた『青森県史資料編近現代4』によれば弘前市の根岸源司のデザインであるとなっている。
灰緑色系の地に金色のコウモリをあしらった古風なパッケージデザインは広く知られており、発売当時を基本に変遷しているが近年は懐古的な好デザインとして再評価されている。外装に身体への警告文を記載するため、2005年（平成17年）に体裁が大幅に変更されて銀紙に札付きのパッケージとなり、たばこ本体も一般たばこと同等の巻径へ太く変更された。
1906年（明治39年）の発売時は10本入り4銭で、発売後しばらくは吸い口付き煙草の中級品であった「朝日」より価格が高かったが、
1913年（大正2年）のお中元用煙草の価格では「朝日」が10個入り80銭であったのに対し、「バット」は10個入り50銭となっている。また、
1920年代に両切煙草の最新式製造機が出現したことによって両切の生産性が飛躍的に上昇し、それに伴ってゴールデンバットの価格が安値安定。1922年（大正11年）には10本入り7銭が6銭に値下げされたこともあり20年代後半から30年代にかけて販売数が爆発的に増えた。一方、低所得者の煙草として愛用されたこともあり、1925年（大正14年）の値上げの際には政府に対して激しい非難が浴びせられた。
その後は最低価格帯の紙巻きたばことして生産体制が維持された。1945年（昭和20年）まで軍用たばことして生産されていた「ほまれ」（両切り紙巻の金鵄が15銭の時代に7銭だった）を除けば、2016年（平成28年）4月の価格改定前まで日本で最も安価な紙巻きたばこであり続けた。
第二次世界大戦直後も大衆品として人気を集め、1950年（昭和25年）4月-9月の半年間では160億4400万本を売り上げ、ブランド別では1位を記録した。
発売110周年を迎えた2016年（平成28年）に、しんせいとともにフィルター付きになり、タールは18ミリグラムから15ミリグラムへ、ニコチンは1.1ミリグラムから1.0ミリグラムに変更された
。「旧3級品」に設けられているたばこ税の軽減措置が2016年（平成28年）4月以降、段階的に縮小・廃止されるために値上げされ、2018年（平成30年）4月1日より一箱330円となり、2019年10月以降、「わかば」「エコー」と共に在庫限りで生産終了することが発表された。
2022年（令和4年）10月27日、JTは現行の「ゴールデンバット・シガー」「ゴールデンバット・シガー・メンソール」の廃止を明らかにした。12月中旬を以て生産・出荷終了となり、名実共に116年の歴史に幕を下ろした。

## 逸話

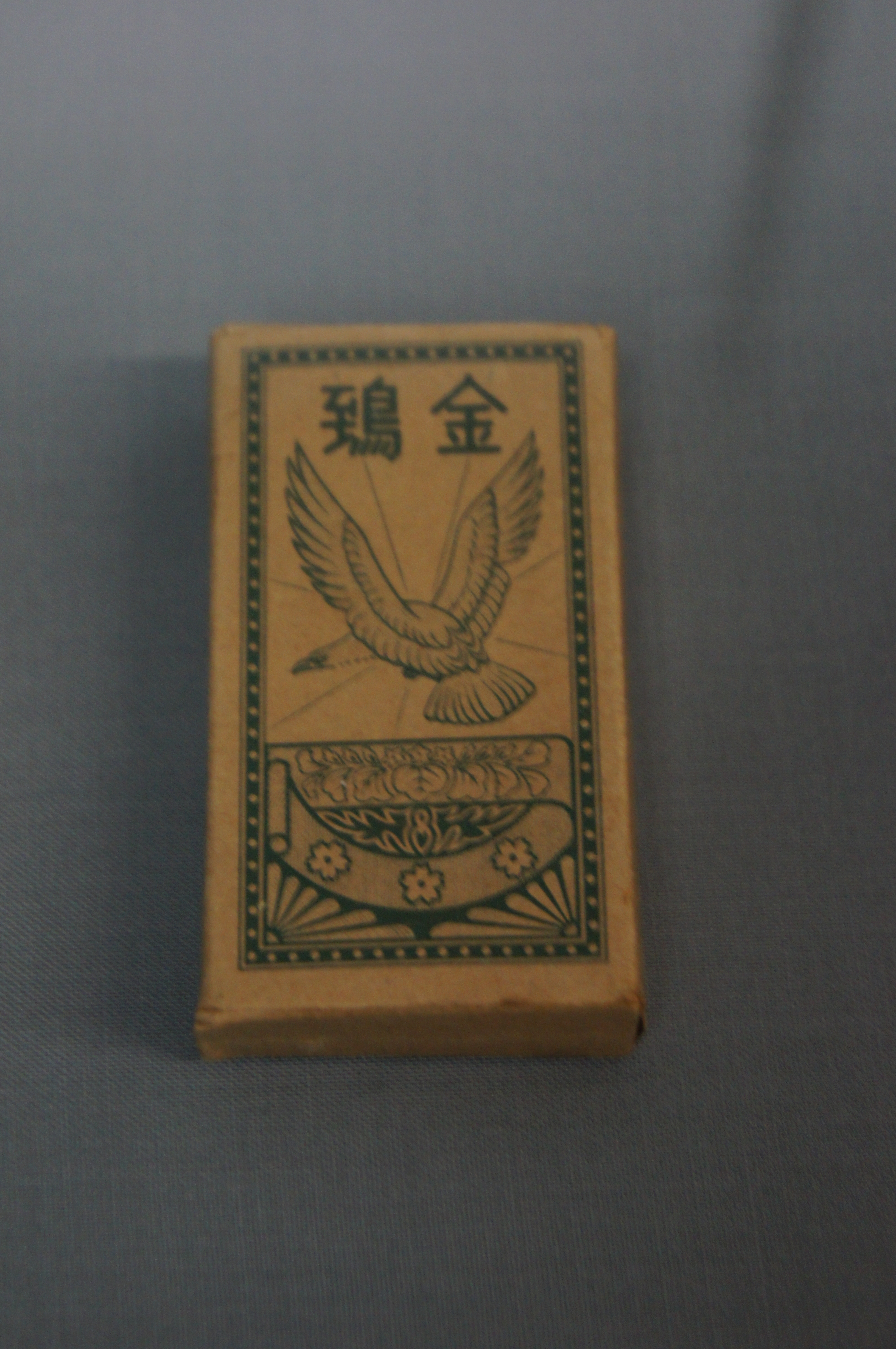
金鵄の箱。呉市海事歴史科学館にて撮影。

文芸作品にしばしば「バット」の名が登場し、芥川龍之介や太宰治、中原中也など作家に愛好者が多い。内田百閒は「朝日」「ピース」など高級煙草を好んだが、「たまに吸いたくなる」銘柄としてバットを挙げている。博物学者の南方熊楠も喫煙しており、空箱は採集した粘菌の標本入れに利用していた逸話がある。
太平洋戦争前後の1940年（昭和15年）から戦後の1949年（昭和24年）までは「ゴールデンバット」の名称が敵性語とされ、神武天皇の神話に基づいた「金鵄（きんし）」に変更された。戦時中のタバコ類大幅値上げを題材にして唱歌「紀元二千六百年」の替え歌が作られたが、その冒頭は「金鵄あがって15銭」であった。
1944年7月28日からは、特別配給用の金鵄についてバラ売りが行われるようになった。戦時中の混乱にあってタバコは製造できていたものの、包装用箱が製造できなくなったためである。1本あたりの価格は2銭2厘5毛となるため、厘単位の端数発生を避けるために4本もしくは8本売りされた。ばら売りに当たっては空箱か煙草入れの持参が呼びかけられた。
1945年10月19日には戦後初の宝くじが発売された際には、外れくじ4枚と金鵄10本が交換できる制度も作られた。

## 屑たばこの俗説
安価さ、製造ロット、セロファン外装が無い紙製パッケージによる湿度の影響などにより風味が均一化しておらず、「他のたばこ製造時にこぼれた屑たばこを集めて紙巻した」との風説も散見するが、上級煙草に使用しないことから課税上の等級が低くなるたばこ葉脈が主な原料ゆえに、風味が一定せずバラつきが生じているだけである。

## 派生商品
1997年にフィルターつきのボックスタイプが全国発売された。パッケージデザインを現代的にアレンジしてCMや広告が展開されたが、価格、タール、ニコチン値などは一般的で、日本最古のブランドを利用した新規銘柄に近いものであった。2004年7月から宮城県限定でゴールデンバット・ボックス（紅茶風味）とゴールデンバット・メンソール・ボックス（カシス風味）が販売されたが
、2005年1月に終売した。
2019年にはリトルシガー（税法上は葉巻規格）の2商品が北海道限定で発売された。既存の葉巻規格の商品は全て海外生産・日本たばこアイメックスからの発売に切り替わっているため、JT本体では久々の葉巻規格商品の販売となる。